# Tour de Limousin 2020
La 53.ª edición del Tour de Limousin (oficialmente: Tour du Limousin-Nouvelle Aquitaine) se celebró entre el 18 y el 21 de agosto de 2020 con inicio en la ciudad de Couzeix y final en la ciudad de Limoges en Francia. El recorrido constó de un total de 4 etapas sobre una distancia total de 702,3 kilómetros.
La carrera formó parte del UCI Europe Tour 2020, calendario ciclístico de los Circuitos Continentales UCI, dentro de la categoría 2.1, y fue ganada por el italiano Luca Wackermann del Vini Zabù-KTM. Completaron el podio, como segundo y tercer clasificado respectivamente, el británico Jake Stewart del Groupama-FDJ y el portugués Rui Costa del UAE Emirates.

## Equipos participantes
Tomaron la partida un total de 20 equipos, de los cuales 5 son de categoría UCI WorldTeam, 12 UCI ProTeam y 3 Continental, quienes conformaron un pelotón de 139 ciclistas de los cuales terminaron 105. Los equipos participantes fueron:
| WorldTeams (5)- AG2R La Mondiale - Cofidis - Groupama-FDJ - Team Sunweb - UAE Team Emirates ProTeams (12)- B&B Hotels-Vital Concept p/b KTM - Bardiani CSF Faizanè - Bingoal-Wallonie Bruxelles - Caja Rural-Seguros RGA - Circus-Wanty Gobert - Euskaltel-Euskadi - Gazprom-RusVelo - Nippo Delko One Provence - Arkéa-Samsic - Team Novo Nordisk - Total Direct Énergie - Vini Zabù-KTM Equipos continentales (3)- Equipo Kern Pharma - Natura4Ever-Roubaix Lille Métropole - Saint Michel-Auber 93 |
| |

## Recorrido
El Tour de Limousin dispuso de cuatro etapas para un recorrido total de 702,3 kilómetros.
| Etapa     | Fecha     | Recorrido                                       | type                   | Distancia (km) | Ganador           | Líder           |
| --------- | --------- | ----------------------------------------------- | ---------------------- | -------------- | ----------------- | --------------- |
| 1.ª etapa | 18 de ago | Couzeix – Évaux-les-Bains                       | etapa escarpada        | 183,5          | Luca Wackermann   | Luca Wackermann |
| 2.ª etapa | 19 de ago | Base départementale de Rouffiac – Saint-Estèphe | etapa escarpada        | 173,9          | Fernando Gaviria  | Joel Suter      |
| 3.ª etapa | 20 de ago | Ussac – Chamberet                               | etapa de media montaña | 177,9          | Jasper Philipsen  | Luca Wackermann |
| 4.ª etapa | 21 de ago | Lago de Saint-Pardoux – Limoges                 | etapa escarpada        | 167            | Alessandro Fedeli | Luca Wackermann |

## Clasificaciones finales
Las clasificaciones finalizaron de la siguiente forma:

### Clasificación general
| \| Clasificación general \| Clasificación general \| Clasificación general \| Clasificación general \| Clasificación general \| \| Ciclista \| Ciclista \| Equipo \| Tiempo \| \| \| --------------------- \| --------------------- \| -------------------------------- \| --------------------- \| --------------------- \| \| 1.º \| Luca Wackermann \| Vini Zabù-KTM \| 17 h 22 min 11 s \| \| \| 2.º \| Jake Stewart \| Équipe continentale Groupama-FDJ \| + 2 s \| \| \| 3.º \| Rui Alberto Costa \| UAE Team Emirates \| + 4 s \| \| \| 4.º \| Kévin Ledanois \| Arkéa-Samsic \| + 7 s \| \| \| 5.º \| Romain Combaud \| Nippo-Delko One Provence \| + 11 s \| \| \| 6.º \| Anthony Delaplace \| Arkéa-Samsic \| + 12 s \| \| \| 7.º \| Benjamin Declercq \| Arkéa-Samsic \| + 13 s \| \| \| 8.º \| Serguéi Chernetski \| Gazprom-RusVelo \| + 13 s \| \| \| 9.º \| Francisco Galván \| Equipo Kern Pharma \| + 17 s \| \| \| 10.º \| Antonio Angulo \| Euskaltel-Euskadi \| + 17 s \| \| |                    |                                  |                  |
| |                    |                                  |                  |
| Fuente: ProCyclingStats |                    |                                  |                  |
| Clasificación general |                    |                                  |                  |
| Ciclista | Ciclista           | Equipo                           | Tiempo           |
| 1.º | Luca Wackermann    | Vini Zabù-KTM                    | 17 h 22 min 11 s |
| 2.º | Jake Stewart       | Équipe continentale Groupama-FDJ | + 2 s            |
| 3.º | Rui Alberto Costa  | UAE Team Emirates                | + 4 s            |
| 4.º | Kévin Ledanois     | Arkéa-Samsic                     | + 7 s            |
| 5.º | Romain Combaud     | Nippo-Delko One Provence         | + 11 s           |
| 6.º | Anthony Delaplace  | Arkéa-Samsic                     | + 12 s           |
| 7.º | Benjamin Declercq  | Arkéa-Samsic                     | + 13 s           |
| 8.º | Serguéi Chernetski | Gazprom-RusVelo                  | + 13 s           |
| 9.º | Francisco Galván   | Equipo Kern Pharma               | + 17 s           |
| 10.º | Antonio Angulo     | Euskaltel-Euskadi                | + 17 s           |

### Clasificación por puntos
| Clasificación por puntos | Clasificación por puntos | Clasificación por puntos         | Clasificación por puntos | Clasificación por puntos |
| Ciclista                 | Ciclista                 | Equipo                           | Puntos                   |                          |
| ------------------------ | ------------------------ | -------------------------------- | ------------------------ | ------------------------ |
| 1.º                      | Tony Hurel               | Saint Michel-Auber 93            | 11 pts                   |                          |
| 2.º                      | Delio Fernández          | Nippo-Delko One Provence         | 7 pts                    |                          |
| 3.º                      | Romain Combaud           | Nippo-Delko One Provence         | 6 pts                    |                          |
| 4.º                      | Anthony Delaplace        | Arkéa-Samsic                     | 5 pts                    |                          |
| 5.º                      | Serguéi Chernetski       | Gazprom-RusVelo                  | 4 pts                    |                          |
| 6.º                      | Martin Salmon            | Team Sunweb                      | 4 pts                    |                          |
| 7.º                      | Jake Stewart             | Équipe continentale Groupama-FDJ | 3 pts                    |                          |
| 8.º                      | Joel Suter               | Bingoal-Wallonie Bruxelles       | 3 pts                    |                          |
| 9.º                      | Adrien Guillonnet        | Saint Michel-Auber 93            | 3 pts                    |                          |
| 10.º                     | François Bidard          | AG2R La Mondiale                 | 3 pts                    |                          |

### Clasificación de la montaña
| Clasificación de la montaña | Clasificación de la montaña | Clasificación de la montaña | Clasificación de la montaña | Clasificación de la montaña |
| Ciclista                    | Ciclista                    | Equipo                      | Puntos                      |                             |
| --------------------------- | --------------------------- | --------------------------- | --------------------------- | --------------------------- |
| 1.º                         | Martin Salmon               | Team Sunweb                 | 23 pts                      |                             |
| 2.º                         | Delio Fernández             | Nippo-Delko One Provence    | 22 pts                      |                             |
| 3.º                         | Tony Hurel                  | Saint Michel-Auber 93       | 20 pts                      |                             |
| 4.º                         | Luca Wackermann             | Vini Zabù-KTM               | 10 pts                      |                             |
| 5.º                         | Adrien Guillonnet           | Saint Michel-Auber 93       | 10 pts                      |                             |
| 6.º                         | Gonzalo Serrano Rodríguez   | Caja Rural-Seguros RGA      | 7 pts                       |                             |
| 7.º                         | François Bidard             | AG2R La Mondiale            | 7 pts                       |                             |
| 8.º                         | Daniel Savini               | Bardiani CSF Faizanè        | 6 pts                       |                             |
| 9.º                         | Piet Allegaert              | Cofidis                     | 4 pts                       |                             |
| 10.º                        | Alejandro Osorio            | Caja Rural-Seguros RGA      | 4 pts                       |                             |

### Clasificación de los jóvenes
| Clasificación del mejor joven | Clasificación del mejor joven | Clasificación del mejor joven    | Clasificación del mejor joven | Clasificación del mejor joven |
| Ciclista                      | Ciclista                      | Equipo                           | Tiempo                        |                               |
| ----------------------------- | ----------------------------- | -------------------------------- | ----------------------------- | ----------------------------- |
| 1.º                           | Jake Stewart                  | Équipe continentale Groupama-FDJ | 17 h 22 min 13 s              |                               |
| 2.º                           | Francisco Galván              | Equipo Kern Pharma               | + 15 s                        |                               |
| 3.º                           | Martí Márquez                 | Equipo Kern Pharma               | + 15 s                        |                               |
| 4.º                           | Simon Guglielmi               | Groupama-FDJ                     | + 30 s                        |                               |
| 5.º                           | Michael Storer                | Team Sunweb                      | + 48 s                        |                               |
| 6.º                           | Joel Suter                    | Bingoal-Wallonie Bruxelles       | + 2 min 01 s                  |                               |
| 7.º                           | Petr Rikunov                  | Gazprom-RusVelo                  | + 2 min 14 s                  |                               |
| 8.º                           | Max Kanter                    | Team Sunweb                      | + 2 min 50 s                  |                               |
| 9.º                           | David Gaudu                   | Groupama-FDJ                     | + 6 min 01 s                  |                               |
| 10.º                          | Alberto Dainese               | Team Sunweb                      | + 8 min 11 s                  |                               |

### Clasificación por equipos
| Clasificación por equipos | Clasificación por equipos  | Clasificación por equipos | Clasificación por equipos |
| Equipo                    | Equipo                     | Tiempo                    |                           |
| ------------------------- | -------------------------- | ------------------------- | ------------------------- |
| 1.º                       | Arkéa-Samsic               | 52 h 07 min 18 s          |                           |
| 2.º                       | Groupama-FDJ               | + 1 min 01 s              |                           |
| 3.º                       | Team Sunweb                | + 3 min 52 s              |                           |
| 4.º                       | Caja Rural-Seguros RGA     | + 5 min 00 s              |                           |
| 5.º                       | Cofidis                    | + 7 min 41 s              |                           |
| 6.º                       | Gazprom-RusVelo            | + 7 min 51 s              |                           |
| 7.º                       | AG2R La Mondiale           | + 8 min 51 s              |                           |
| 8.º                       | Nippo Delko One Provence   | + 19 min 46 s             |                           |
| 9.º                       | UAE Team Emirates          | + 21 min 34 s             |                           |
| 10.º                      | Bingoal-Wallonie Bruxelles | + 28 min 26 s             |                           |

## Evolución de las clasificaciones
| Etapa                   | Vencedor                | Clasificación general | Clasificación por puntos | Clasificación de la montaña | Clasificación de los jóvenes | Clasificación por equipos |
| ----------------------- | ----------------------- | --------------------- | ------------------------ | --------------------------- | ---------------------------- | ------------------------- |
| 1.ª                     | Luca Wackermann         | Luca Wackermann       | Tony Hurel               | Luca Wackermann             | Jake Stewart                 | Arkéa Samsic              |
| 2.ª                     | Fernando Gaviria        | Joel Suter            | Romain Combaud           | Adrien Guillonnet           | Joel Suter                   | Arkéa Samsic              |
| 3.ª                     | Jasper Philipsen        | Luca Wackermann       | Delio Fernández          | Martin Salmon               | Jake Stewart                 | Arkéa Samsic              |
| 4.ª                     | Alessandro Fedeli       | Luca Wackermann       | Tony Hurel               | Martin Salmon               | Jake Stewart                 | Arkéa Samsic              |
| Clasificaciones finales | Clasificaciones finales | Luca Wackermann       | Tony Hurel               | Martin Salmon               | Jake Stewart                 | Arkéa Samsic              |

## UCI World Ranking
El Tour de Limousin otorgó puntos para el UCI World Ranking para corredores de los equipos en las categorías UCI WorldTeam, UCI ProTeam y Continental. Las siguientes tablas muestran el baremo de puntuación y los 10 corredores que obtuvieron más puntos:
| Posición              | 1.º | 2.º | 3.º | 4.º | 5.º | 6.º | 7.º | 8.º | 9.º | 10.º | 11.º | 12.º | 13.º-15.º | 16.º-25.º |
| Clasificación general | 125 | 85  | 70  | 60  | 50  | 40  | 35  | 30  | 25  | 20   | 15   | 10   | 5         | 3         |
| Por etapa             | 14  | 5   | 3   |     |     |     |     |     |     |      |      |      |           |           |
| Líder                 | 3   |     |     |     |     |     |     |     |     |      |      |      |           |           |

| Clasificación |                   |                          |         |       |       |       |
| Posición      | Ciclista          | Equipo                   | General | Etapa | Líder | Total |
| ------------- | ----------------- | ------------------------ | ------- | ----- | ----- | ----- |
| 1.º           | Luca Wackermann   | Vini Zabù-KTM            | 125     | 14    | 6     | 145   |
| 2.º           | Jake Stewart      | Groupama-FDJ             | 85      | 10    | -     | 95    |
| 3.º           | Rui Costa         | UAE Emirates             | 70      | 5     | -     | 75    |
| 4.º           | Kévin Ledanois    | Arkéa Samsic             | 60      | 3     | -     | 63    |
| 5.º           | Romain Combaud    | NIPPO DELKO One Provence | 50      | -     | -     | 50    |
| 6.º           | Anthony Delaplace | Arkéa Samsic             | 40      | -     | -     | 40    |
| 7.º           | Benjamin Declercq | Arkéa Samsic             | 35      | 3     | -     | 38    |
| 8.º           | Sergei Chernetski | Gazprom-RusVelo          | 30      | -     | -     | 30    |
| 9.º           | Francisco Galván  | Kern Pharma              | 25      | -     | -     | 25    |
| 10.º          | Antonio Angulo    | Euskaltel-Euskadi        | 20      | -     | -     | 20    |